# CHS Україна
CHS Украḯна («СіЕйчЕс Украḯна») — агропромислова компанія, яка займається експортом зерна й працює у сфері портової інфраструктури, а також співпрацює з українськими фермерами, використовуючи фінансові інструменти. В Україні компанія функціонує з 2008 року.
CHS Україна є частиною CHS Inc.  [Архівовано 21 жовтня 2016 у Wayback Machine.], міжнародної агрокомпанії, яка належить фермерам, власникам землі та сільськогосподарським кооперативам із США. CHS Inc. є найбільшим агрокооперативом США  [Архівовано 25 січня 2017 у Wayback Machine.], об'єднуючи 75,000 фермерів по всій країні, та входить у рейтинг найбільших компаній Fortune 500. За результатами 2015 фінансового року, оборот компанії склав 34,6 млрд доларів США.

## Історія
Історія компанії CHS розпочалась в 1931 році зі створення в американському місті Сент Пол, Мінесота, кооперативу з назвою Farmers Union Central Exchange. Пізніше назву кооперативу змінили на Cenex, що є комбінацією частин останніх двох слів попередньої назви компанії.
У 1998 році в результаті злиття Cenex та  Harvest States Cooperatives було створено компанію Cenex Harvest States.
У 2003 році кооператив змінив свою юридичну назву на CHS Inc.
У 2008 році CHS розпочала роботу в Україні.
У 2010 році в Одесі було введено в експлуатацію портовий термінал «Олімпекс», в який CHS інвестувала 40 млн доларів США.

## Експорт зерна
CHS Україна є одним із 10 найбільших експортерів зерна на українському ринку. Щорічно CHS Україна експортує 1 млн тонн зернових. Серед основних культур — кукурудза, пшениця, ячмінь та соя. Компанія є прямим постачальником української продукції на ринки таких країн як: Єгипет, Марокко, Корея, Індонезія, Бангладеш, Філіппіни, Іспанія, Ізраїль, Італія, Алжир, Туніс, Китай, Японія та інші.

## Розвиток портової інфраструктури
CHS Україна є ініціатором розвитку портової інфраструктури України та одним із перших інвесторів у портову логістику, зокрема, у термінал «Олімпекс» в Одесі, який було введено в експлуатацію в 2010 році. Сума інвестицій склала 40 млн доларів США. Сьогодні «Олімпекс» є найбільш ефективним портовим терміналом України, маючи пропускну здатність 3,5 млн тонн в рік та оборотність 28 разів протягом року.

## Фінансові послуги для фермерів
CHS Україна пропонує українським фермерам фінансові рішення у сфері страхування, фінансування та управління ризиками.
Серед них:
- доступ середніх та малих фермерів до світових цін та світового споживача сільськогосподарської продукції;
- контрактація товару з мінімальною ціною та можливістю наступної фіксації ціни;
- форвардні контракти з фіксованою ціною;
- фінансування під заставу подвійних складських свідоцтв;
- використання аграрних розписок під час фінансування;
- програма фінансування для фермерів разом з постачальниками насіння, добрив, палива.

## Партнерство
В усьому світі CHS співпрацює з компаніями з різних галузей у форматі спільних підприємств (joint ventures): ConAgra Foods  [Архівовано 21 жовтня 2016 у Wayback Machine.] (Cargill/CHS); AgFarm  [Архівовано 21 жовтня 2016 у Wayback Machine.] (Ruralco/CHS Australia); TEMCO (Cargill/CHS)  [Архівовано 21 жовтня 2016 у Wayback Machine.]; CF Industries Nitrogen  [Архівовано 22 жовтня 2016 у Wayback Machine.] (CF industries/CHS).
CHS Україна співпрацює з такими компаніями, як IFC, ОККО, Syngenta та ін., а також з міжнародною фінансовою організацією ЄБРР  [Архівовано 22 жовтня 2016 у Wayback Machine.].